# Copa Europa Femenina de la UEFA 2025-26
La Copa Europa Femenina de la UEFA 2025-26 será la temporada inaugural de la Copa Europa Femenina de la UEFA, la competición europea de clubes femeninos de segundo nivel organizada por la UEFA. El torneo presenta un formato de eliminatoria directa desde el inicio y en todas las rondas, incluida la final, que se disputarán a doble partido (ida y vuelta).

## Asignación de plazas por asociación
La distribución de plazas se basa en los coeficientes de asociaciones femeninas de la UEFA y combina cupos directos con equipos procedentes de la Liga de Campeones Femenina de la UEFA:
- Las asociaciones clasificadas 8–13 y 18–24 (excluida Rusia, suspendida) disponen de una plaza directa cada una.
- 31 equipos eliminados de la Liga de Campeones Femenina 2025-26 son transferidos a la Europa Cup.[1]

Para inscribir equipos, la asociación debe contar con una liga femenina de once contra once.

### Clasificación de asociaciones
Para la edición 2025-26, las plazas se asignan según los coeficientes 2024 (rendimiento 2019-20 a 2023-24).
Además de lo anterior, algunas asociaciones pueden tener equipos adicionales en la Europa Cup, según se indica:
- (UCL) – Equipos transferidos desde la Liga de Campeones Femenina.

| Puesto | Asociación           | Coef.  | Equipos | Notas                  |
| ------ | -------------------- | ------ | ------- | ---------------------- |
| 1      | Francia              | 78.333 | 0       |                        |
| 2      | Alemania             | 68.999 | 0       |                        |
| 3      | España               | 68.166 | 0       |                        |
| 4      | Inglaterra           | 59.999 | 0       |                        |
| 5      | Portugal             | 34.000 | 0       |                        |
| 6      | Italia               | 34.000 | 0       |                        |
| 7      | Suecia               | 24.999 | 0       |                        |
| 8      | Chequia              | 22.332 | 1       |                        |
| 9      | Países Bajos         | 22.000 | 1       |                        |
| 10     | Dinamarca            | 21.750 | 1       |                        |
| 11     | Noruega              | 21.500 | 1       |                        |
| 12     | Austria              | 21.250 | 1       |                        |
| 13     | Ucrania              | 19.000 | 1       |                        |
| 14     | Bielorrusia          | 18.000 | 0       |                        |
| 15     | Islandia             | 17.750 | 0       |                        |
| 16     | Escocia              | 17.000 | 0       |                        |
| 17     | Kazajistán           | 14.750 | 0       |                        |
| 18     | Suiza                | 14.250 | 1       |                        |
| 19     | Serbia               | 14.000 | 1       |                        |
| 20     | Albania              | 14.000 | 1       |                        |
| 21     | Chipre               | 12.000 | 1       |                        |
| 22     | Bélgica              | 12.000 | 1       |                        |
| 23     | Rusia                | 10.250 | 0       | Suspendida por la UEFA |
| 24     | Finlandia            | 10.000 | 1       |                        |
| 25     | Bosnia y Herzegovina | 10.000 | 0       |                        |
| 26     | Hungría              | 9.500  | 0       |                        |
| 27     | Rumania              | 9.000  | 0       |                        |
| 28     | Eslovenia            | 9.000  | 0       |                        |
| 29     | Polonia              | 9.000  | 0       |                        |
| 30     | Croacia              | 8.500  | 0       |                        |
| 31     | Lituania             | 8.500  | 0       |                        |
| 32     | República de Irlanda | 8.000  | 0       |                        |
| 33     | Kosovo               | 8.000  | 0       |                        |
| 34     | Turquía              | 7.500  | 0       |                        |
| 35     | Grecia               | 7.000  | 0       |                        |
| 36     | Israel               | 7.000  | 0       |                        |
| 37     | Georgia              | 7.000  | 0       |                        |
| 38     | Montenegro           | 7.000  | 0       |                        |
| 39     | Eslovaquia           | 6.500  | 0       |                        |
| 40     | Bulgaria             | 6.500  | 0       |                        |
| 41     | Luxemburgo           | 6.000  | 0       |                        |
| 42     | Gales                | 6.000  | 0       |                        |
| 43     | Estonia              | 5.500  | 0       |                        |
| 44     | Irlanda del Norte    | 5.500  | 0       |                        |
| 45     | Letonia              | 5.500  | 0       |                        |
| 46     | Malta                | 5.500  | 0       |                        |
| 47     | Moldavia             | 4.500  | 0       |                        |
| 48     | Macedonia del Norte  | 4.000  | 0       |                        |
| 49     | Islas Feroe          | 4.000  | 0       |                        |
| 50     | Armenia              | 3.000  | 0       |                        |
| NR     | Azerbaiyán           | —      | —       | Sin ranking            |
| NR     | Gibraltar            | —      | —       | No participa (DNE)     |
| NR     | Andorra              | —      | —       | Sin liga femenina (NL) |
| NR     | Liechtenstein        | —      | —       | Sin liga femenina (NL) |
| NR     | San Marino           | —      | —       | Sin liga femenina (NL) |

### Distribución (lista de acceso)
|                                             | Equipos que entran en esta ronda                                                                              | Equipos que avanzan desde la ronda anterior | Equipos procedentes de la Liga de Campeones |
| ------------------------------------------- | --- | ------------------------------------------- | --- |
| Primera ronda de clasificación (22 equipos) | - 6 subcampeones de las asociaciones 18–24 (excepto Rusia) - 5 terceros clasificados de las asociaciones 9–13 |                                             | - 7 terceros clasificados de los minitorneos de la segunda ronda (ruta de campeonas) - 4 terceros clasificados de los minitorneos de la segunda ronda (ruta de liga)                                                                                        |
| Segunda ronda de clasificación (32 equipos) | - 1 tercer clasificado de la asociación 8                                                                     | - 11 ganadores de la primera ronda          | - 4 perdedores de la tercera ronda (ruta de campeonas) - 5 perdedores de la tercera ronda (ruta de liga) - 7 subcampeones de los minitorneos de la segunda ronda (ruta de campeonas) - 4 subcampeones de los minitorneos de la segunda ronda (ruta de liga) |
| Octavos de final (16 equipos)               | | - 16 ganadores de la segunda ronda          | |

### Equipos
Entre paréntesis se indica el modo de clasificación:
- 2.º, 3.º: posición liguera de la temporada anterior.
- CL: transferido desde la Liga de Campeones Femenina.
  - CH/LP Q3: transferido desde la tercera ronda de clasificación (ruta de Campeonas / de Liga).
  - CH/LP Q2: transferido desde los minitorneos de la segunda ronda (ruta de Campeonas / de Liga).
    - RU: subcampeón del minitorneo.
    - TP: tercer puesto del minitorneo.

| Ronda de entrada               | Equipos                   | Equipos                   | Equipos                   | Equipos                   |
| ------------------------------ | ------------------------- | ------------------------- | ------------------------- | ------------------------- |
| Segunda ronda de clasificación | Slovácko (3.º)            | Por definir (CL CH Q3)    | Por definir (CL CH Q3)    | Por definir (CL CH Q3)    |
| Segunda ronda de clasificación | Por definir (CL CH Q3)    | Por definir (CL LP Q3)    | Por definir (CL LP Q3)    | Por definir (CL LP Q3)    |
| Segunda ronda de clasificación | Por definir (CL LP Q3)    | Por definir (CL LP Q3)    | Por definir (CL CH Q2 RU) | Por definir (CL CH Q2 RU) |
| Segunda ronda de clasificación | Por definir (CL CH Q2 RU) | Por definir (CL CH Q2 RU) | Por definir (CL CH Q2 RU) | Por definir (CL CH Q2 RU) |
| Segunda ronda de clasificación | Por definir (CL CH Q2 RU) | Por definir (CL LP Q2 RU) | Por definir (CL LP Q2 RU) | Por definir (CL LP Q2 RU) |
| Segunda ronda de clasificación | Por definir (CL LP Q2 RU) |                           |                           |                           |
|                                |                           |                           |                           |                           |
| Primera ronda de clasificación | Ajax (3.º)                | Køge (3.º)                | Rosenborg (3.º)           | Sturm Graz (3.º)          |
| Primera ronda de clasificación | Kolos Kovalivka (3.º)     | Grasshopper (2.º)         | Spartak Subotica (2.º)    | Partizani (2.º)           |
| Primera ronda de clasificación | Aris Limassol (2.º)       | Anderlecht (2.º)          | KuPS (2.º)                | Por definir (CL CH Q2 TP) |
| Primera ronda de clasificación | Por definir (CL CH Q2 TP) | Por definir (CL CH Q2 TP) | Por definir (CL CH Q2 TP) | Por definir (CL CH Q2 TP) |
| Primera ronda de clasificación | Por definir (CL CH Q2 TP) | Por definir (CL CH Q2 TP) | Por definir (CL LP Q2 TP) | Por definir (CL LP Q2 TP) |
| Primera ronda de clasificación | Por definir (CL LP Q2 TP) | Por definir (CL LP Q2 TP) |                           |                           |

Abreviaturas: CH/LP = ruta de Campeonas / de Liga; Q2/Q3 = 2.ª / 3.ª ronda de clasificación de la UWCL; RU = subcampeón del minitorneo; TP = tercer puesto del minitorneo; CL = transferido desde la Liga de Campeones Femenina.

## Calendario
El calendario oficial de la competición es el siguiente.
| Ronda                          | Sorteo                   | Ida                         | Vuelta                      |
| ------------------------------ | ------------------------ | --------------------------- | --------------------------- |
| Primera ronda de clasificación | 31 de agosto de 2025     | 10–11 de septiembre de 2025 | 17–18 de septiembre de 2025 |
| Segunda ronda de clasificación | 19 de septiembre de 2025 | 7–8 de octubre de 2025      | 15–16 de octubre de 2025    |
| Octavos de final               | 17 de octubre de 2025    | 11–12 de noviembre de 2025  | 19–20 de noviembre de 2025  |
| Cuartos de final               | 17 de octubre de 2025    | 11–12 de febrero de 2026    | 18–19 de febrero de 2026    |
| Semifinales                    | 17 de octubre de 2025    | 24–25 de marzo de 2026      | 1–2 de abril de 2026        |
| Final (dos partidos)           | 17 de octubre de 2025    | 25 o 26 de abril de 2026    | 2 o 3 de mayo de 2026       |

## Rondas de clasificación

### Primera ronda de clasificación
| Eliminatoria 1  |  |  | 10–11 de septiembre de 2025 | 17–18 de septiembre de 2025 |
| Eliminatoria 2  |  |  | 10–11 de septiembre de 2025 | 17–18 de septiembre de 2025 |
| Eliminatoria 3  |  |  | 10–11 de septiembre de 2025 | 17–18 de septiembre de 2025 |
| Eliminatoria 4  |  |  | 10–11 de septiembre de 2025 | 17–18 de septiembre de 2025 |
| Eliminatoria 5  |  |  | 10–11 de septiembre de 2025 | 17–18 de septiembre de 2025 |
| Eliminatoria 6  |  |  | 10–11 de septiembre de 2025 | 17–18 de septiembre de 2025 |
| Eliminatoria 7  |  |  | 10–11 de septiembre de 2025 | 17–18 de septiembre de 2025 |
| Eliminatoria 8  |  |  | 10–11 de septiembre de 2025 | 17–18 de septiembre de 2025 |
| Eliminatoria 9  |  |  | 10–11 de septiembre de 2025 | 17–18 de septiembre de 2025 |
| Eliminatoria 10 |  |  | 10–11 de septiembre de 2025 | 17–18 de septiembre de 2025 |
| Eliminatoria 11 |  |  | 10–11 de septiembre de 2025 | 17–18 de septiembre de 2025 |

### Segunda ronda de clasificación
| Eliminatoria 1  |  |  | 7–8 de octubre de 2025 | 15–16 de octubre de 2025 |
| Eliminatoria 2  |  |  | 7–8 de octubre de 2025 | 15–16 de octubre de 2025 |
| Eliminatoria 3  |  |  | 7–8 de octubre de 2025 | 15–16 de octubre de 2025 |
| Eliminatoria 4  |  |  | 7–8 de octubre de 2025 | 15–16 de octubre de 2025 |
| Eliminatoria 5  |  |  | 7–8 de octubre de 2025 | 15–16 de octubre de 2025 |
| Eliminatoria 6  |  |  | 7–8 de octubre de 2025 | 15–16 de octubre de 2025 |
| Eliminatoria 7  |  |  | 7–8 de octubre de 2025 | 15–16 de octubre de 2025 |
| Eliminatoria 8  |  |  | 7–8 de octubre de 2025 | 15–16 de octubre de 2025 |
| Eliminatoria 9  |  |  | 7–8 de octubre de 2025 | 15–16 de octubre de 2025 |
| Eliminatoria 10 |  |  | 7–8 de octubre de 2025 | 15–16 de octubre de 2025 |
| Eliminatoria 11 |  |  | 7–8 de octubre de 2025 | 15–16 de octubre de 2025 |
| Eliminatoria 12 |  |  | 7–8 de octubre de 2025 | 15–16 de octubre de 2025 |
| Eliminatoria 13 |  |  | 7–8 de octubre de 2025 | 15–16 de octubre de 2025 |
| Eliminatoria 14 |  |  | 7–8 de octubre de 2025 | 15–16 de octubre de 2025 |
| Eliminatoria 15 |  |  | 7–8 de octubre de 2025 | 15–16 de octubre de 2025 |
| Eliminatoria 16 |  |  | 7–8 de octubre de 2025 | 15–16 de octubre de 2025 |

## Fase eliminatoria
En la fase eliminatoria, las eliminatorias se disputan a doble partido. El mecanismo de los sorteos es el siguiente:
- Sorteo de octavos con clubes cabezas de serie y no cabezas de serie según coeficiente de clubes al inicio de temporada.
- Si la participación de un club está pendiente en el momento del sorteo, se utiliza el coeficiente más alto de la eliminatoria pendiente.
- Un sorteo decide qué club juega la ida en casa.
- Cuartos, semifinales y final siguen un cuadro prefijado; un sorteo decide el orden de los partidos de la final (ida/vuelta).

### Cuadro
|  | Octavos de final | Octavos de final | Octavos de final |  |  | Cuartos de final | Cuartos de final | Cuartos de final |  |  | Semifinales | Semifinales | Semifinales |  |  | Final | Final | Final |  |
|  |                  |                  |                  |  |  |                  |                  |                  |  |  |             |             |             |  |  |       |       |       |  |
|  |                  |                  |                  |  |  |                  |                  |                  |  |  |             |             |             |  |  |       |       |       |  |
|  |                  |                  |                  |  |  |                  |                  |                  |  |  |             |             |             |  |  |       |       |       |  |
|  |                  |                  |                  |  |  |                  |                  |                  |  |  |             |             |             |  |  |       |       |       |  |
|  |                  |                  |                  |  |  |                  |                  |                  |  |  |             |             |             |  |  |       |       |       |  |
|  |                  |                  |                  |  |  |                  |                  |                  |  |  |             |             |             |  |  |       |       |       |  |
|  |                  |                  |                  |  |  |                  |                  |                  |  |  |             |             |             |  |  |       |       |       |  |
|  |                  |                  |                  |  |  |                  |                  |                  |  |  |             |             |             |  |  |       |       |       |  |
|  |                  |                  |                  |  |  |                  |                  |                  |  |  |             |             |             |  |  |       |       |       |  |
|  |                  |                  |                  |  |  |                  |                  |                  |  |  |             |             |             |  |  |       |       |       |  |
|  |                  |                  |                  |  |  |                  |                  |                  |  |  |             |             |             |  |  |       |       |       |  |
|  |                  |                  |                  |  |  |                  |                  |                  |  |  |             |             |             |  |  |       |       |       |  |
|  |                  |                  |                  |  |  |                  |                  |                  |  |  |             |             |             |  |  |       |       |       |  |
|  |                  |                  |                  |  |  |                  |                  |                  |  |  |             |             |             |  |  |       |       |       |  |
|  |                  |                  |                  |  |  |                  |                  |                  |  |  |             |             |             |  |  |       |       |       |  |
|  |                  |                  |                  |  |  |                  |                  |                  |  |  |             |             |             |  |  |       |       |       |  |
|  |                  |                  |                  |  |  |                  |                  |                  |  |  |             |             |             |  |  |       |       |       |  |
|  |                  |                  |                  |  |  |                  |                  |                  |  |  |             |             |             |  |  |       |       |       |  |
|  |                  |                  |                  |  |  |                  |                  |                  |  |  |             |             |             |  |  |       |       |       |  |
|  |                  |                  |                  |  |  |                  |                  |                  |  |  |             |             |             |  |  |       |       |       |  |
|  |                  |                  |                  |  |  |                  |                  |                  |  |  |             |             |             |  |  |       |       |       |  |
|  |                  |                  |                  |  |  |                  |                  |                  |  |  |             |             |             |  |  |       |       |       |  |
|  |                  |                  |                  |  |  |                  |                  |                  |  |  |             |             |             |  |  |       |       |       |  |
|  |                  |                  |                  |  |  |                  |                  |                  |  |  |             |             |             |  |  |       |       |       |  |
|  |                  |                  |                  |  |  |                  |                  |                  |  |  |             |             |             |  |  |       |       |       |  |
|  |                  |                  |                  |  |  |                  |                  |                  |  |  |             |             |             |  |  |       |       |       |  |
|  |                  |                  |                  |  |  |                  |                  |                  |  |  |             |             |             |  |  |       |       |       |  |
|  |                  |                  |                  |  |  |                  |                  |                  |  |  |             |             |             |  |  |       |       |       |  |
|  |                  |                  |                  |  |  |                  |                  |                  |  |  |             |             |             |  |  |       |       |       |  |
|  |                  |                  |                  |  |  |                  |                  |                  |  |  |             |             |             |  |  |       |       |       |  |
|  |                  |                  |                  |  |  |                  |                  |                  |  |  |             |             |             |  |  |       |       |       |  |
|  |                  |                  |                  |  |  |                  |                  |                  |  |  |             |             |             |  |  |       |       |       |  |
|  |                  |                  |                  |  |  |                  |                  |                  |  |  |             |             |             |  |  |       |       |       |  |
|  |                  |                  |                  |  |  |                  |                  |                  |  |  |             |             |             |  |  |       |       |       |  |
|  |                  |                  |                  |  |  |                  |                  |                  |  |  |             |             |             |  |  |       |       |       |  |
|  |                  |                  |                  |  |  |                  |                  |                  |  |  |             |             |             |  |  |       |       |       |  |
|  |                  |                  |                  |  |  |                  |                  |                  |  |  |             |             |             |  |  |       |       |       |  |
|  |                  |                  |                  |  |  |                  |                  |                  |  |  |             |             |             |  |  |       |       |       |  |
|  |                  |                  |                  |  |  |                  |                  |                  |  |  |             |             |             |  |  |       |       |       |  |
|  |                  |                  |                  |  |  |                  |                  |                  |  |  |             |             |             |  |  |       |       |       |  |
|  |                  |                  |                  |  |  |                  |                  |                  |  |  |             |             |             |  |  |       |       |       |  |
|  |                  |                  |                  |  |  |                  |                  |                  |  |  |             |             |             |  |  |       |       |       |  |
|  |                  |                  |                  |  |  |                  |                  |                  |  |  |             |             |             |  |  |       |       |       |  |
|  |                  |                  |                  |  |  |                  |                  |                  |  |  |             |             |             |  |  |       |       |       |  |
|  |                  |                  |                  |  |  |                  |                  |                  |  |  |             |             |             |  |  |       |       |       |  |
|  |                  |                  |                  |  |  |                  |                  |                  |  |  |             |             |             |  |  |       |       |       |  |
|  |                  |                  |                  |  |  |                  |                  |                  |  |  |             |             |             |  |  |       |       |       |  |
|  |                  |                  |                  |  |  |                  |                  |                  |  |  |             |             |             |  |  |       |       |       |  |
|  |                  |                  |                  |  |  |                  |                  |                  |  |  |             |             |             |  |  |       |       |       |  |

### Octavos de final
| Cabeza de serie / no cabeza | Eliminatoria 1 | Cabeza de serie / no cabeza | 11-12 nov | 19-20 nov |
| Cabeza de serie / no cabeza | Eliminatoria 2 | Cabeza de serie / no cabeza | 11-12 nov | 19-20 nov |
| Cabeza de serie / no cabeza | Eliminatoria 3 | Cabeza de serie / no cabeza | 11-12 nov | 19-20 nov |
| Cabeza de serie / no cabeza | Eliminatoria 4 | Cabeza de serie / no cabeza | 11-12 nov | 19-20 nov |
| Cabeza de serie / no cabeza | Eliminatoria 5 | Cabeza de serie / no cabeza | 11-12 nov | 19-20 nov |
| Cabeza de serie / no cabeza | Eliminatoria 6 | Cabeza de serie / no cabeza | 11-12 nov | 19-20 nov |
| Cabeza de serie / no cabeza | Eliminatoria 7 | Cabeza de serie / no cabeza | 11-12 nov | 19-20 nov |
| Cabeza de serie / no cabeza | Eliminatoria 8 | Cabeza de serie / no cabeza | 11-12 nov | 19-20 nov |

### Cuartos de final
| Ganador Octavos 1 | Elim. 1 | Ganador Octavos 2 | 11-12 feb | 18-19 feb |
| Ganador Octavos 3 | Elim. 2 | Ganador Octavos 4 | 11-12 feb | 18-19 feb |
| Ganador Octavos 5 | Elim. 3 | Ganador Octavos 6 | 11-12 feb | 18-19 feb |
| Ganador Octavos 7 | Elim. 4 | Ganador Octavos 8 | 11-12 feb | 18-19 feb |

### Semifinales
| Ganador Cuartos 1 | Elim. 1 | Ganador Cuartos 2 | 24-25 mar | 1-2 abr |
| Ganador Cuartos 3 | Elim. 2 | Ganador Cuartos 4 | 24-25 mar | 1-2 abr |

### Final
| Ganador Semi 1 |  | Ganador Semi 2 | 25-26 abr | 2-3 may |